# Independența (Călărași)
Independența is een Roemeense gemeente in het district Călărași.
Independența telt 3552 inwoners.